# Paracosmesus
Paracosmesus is een geslacht van kevers uit de familie  
kniptorren (Elateridae).
Het geslacht is voor het eerst wetenschappelijk beschreven in 1901 door Schwarz.

## Soorten
Het geslacht omvat de volgende soorten:
- Paracosmesus basalis (Schwarz, 1900)
- Paracosmesus bifasciatus Schwarz, 1903
- Paracosmesus chiliensis Schwarz, 1904
- Paracosmesus cruciatus (Schwarz, 1900)
- Paracosmesus dimidiatus (Schwarz, 1900)
- Paracosmesus exiguus Schwarz, 1903
- Paracosmesus melanurus (Schwarz, 1900)
- Paracosmesus terminatus Schwarz, 1902